# Gloucester City (Nueva Jersey)
Gloucester City es una ciudad ubicada en el condado de Camden en el estado estadounidense de Nueva Jersey. En el año 2010 tenía una población de 11.456 habitantes y una densidad poblacional de 1.569,32 personas por km².

## Geografía
Gloucester City se encuentra ubicado en las coordenadas 39°53′39″N 75°7′3″O / 39.89417, -75.11750.

## Demografía
Según la Oficina del Censo en 2000 los ingresos medios por hogar en la localidad eran de $36,855 y los ingresos medios por familia eran $46,038. Los hombres tenían unos ingresos medios de $35,659 frente a los $24,907 para las mujeres. La renta per cápita para la localidad era de $16,912. Alrededor del 10.1% de la población estaba por debajo del umbral de pobreza.